# ノースフリート駅
ノースフリート駅（英語:Northfleet station）は、イギリス、ケント北部、ノースフリート(en:Northfleet）にある鉄道駅である。運営はサウスイースタンにより行われている。400m程しか離れていない場所に新しいエブスフリート国際駅がある。当駅はエブスフリート国際駅の反対側にあるが、グレーヴズエント (Gravesend railway station) からの利用客はエブリスフリート国際駅を簡単に見つけられる。

## 運行頻度
- チャリング・クロス駅　毎時2本(ダートフォード・スィッドカップ・ルーイッシャム経由)
- グレーヴズエンド駅　毎時2本

## 隣の駅
ナショナル・レール
■サウスイースタン
ノース・ケント線
スウォンズクーム駅 - ノースフリート駅 - グレーヴスエンド駅